# Knox (Pennsylvanie)
Knox est un borough situé au centre du comté de Clarion, en Pennsylvanie, aux États-Unis,. En 2010, il comptait une population de 1 146 habitants. Il est incorporé en 1877.

## Démographie
Lors du recensement de 2010, le borough comptait une population de 1 146 habitants. Elle est estimée, en 2019, à 999 habitants.

### Source de la traduction
- (en) Cet article est partiellement ou en totalité issu de l’article de Wikipédia en anglais intitulé « Knox, Pennsylvania » (voir la liste des auteurs).